# 東急電鐵
東急電鐵（日语：／ Tōkyū Dentetsu */?）是一家日本鐵道公司，為東急集團旗下主要公司之一，同時是日本的大手私鐵之一，主要營運來往東京都西南部至神奈川縣東部間的多條鐵道路線。
2019年9月2日，舊的东京急行电铁實施控股公司體制，将公司名更改为“东急株式会社”，并于同年10月1日将公司的铁路相关业务拆分成立了东急电铁株式会社。与其他多数大手私铁公司不同的是，母公司东急株式会社及其其他子公司负责房地产和零售等非铁路相关的业务，而东急电铁株式会社则仅负责铁路相关业务。
“东急电铁”是“东京急行电铁”的官方正式简称。这一简称自2006年1月1日启用，代替了东京急行电铁原本的简称“东京急行”，在海报、传单、官方网站和Passnet等处得到应用。东急电铁也曾经使用过英文简称T.K.K.（Tokyo Kyuko Kabushikigaisha），目前有一些专门复原老式列车涂装的车辆也涂有这一英文简称标识。

## 歷史

### 現代
2020年3月22日，東急電鐵宣布在東橫線、田園都市線及大井町線的共64座車站內完成月台門及裝設感應器的鐵護欄的安裝工程。2022年1月7日，東急電鐵向國土交通省申請調漲票價，並於同年的4月5日獲得核准，為該公司時隔18年再度調整票價；此次票價的平均漲幅為12.9%，並於2023年3月18日實施。

## 鐵路、軌道業務
鐵路路線99.9公里（第1種鐵道事業96.5公里（計入東橫線與目黑線、田園都市線與大井町線並行部分）、第2種鐵道事業3.4公里）與軌道線路線5.0公里，合計路線長度104.9公里。涩谷站集中了東急集團的各种设施，是东急电铁最重要的枢纽站。由此站始发的东横线和田园都市线是东急电铁的主干线路。

### 路線列表

#### 營業中路線
|  |  |

| 級別   | 路線顏色 | 記號 | 中文線名     | 日文線名 | 起點              | 終點              | 里程（公里） | 備註                                        |
| ------ | -------- | ---- | ------------ | -------- | ----------------- | ----------------- | ------------ | ------------------------------------------- |
| 鐵道線 | 紅色     | TY   | 東橫線       |          | 澀谷（TY 01）     | 橫濱（TY 21）     | 24.2         | -                                           |
| 鐵道線 | 水藍色   | MG   | 目黑線       |          | 目黑（MG 01）     | 日吉（MG 13）     | 11.9         | 田園調布－日吉段有5.4公里與東橫線並行       |
| 鐵道線 | 綠色     | DT   | 田園都市線   |          | 澀谷（DT 01）     | 中央林間（DT 27） | 31.5         | -                                           |
| 鐵道線 | 橙色     | OM   | 大井町線     |          | 大井町（OM 01）   | 溝之口（OM 16）   | 12.4         | 二子玉川－溝之口段有2.0公里與田園都市線並行 |
| 鐵道線 | 桃紅色   | IK   | 池上線       |          | 五反田（IK 01）   | 蒲田（IK 15）     | 10.9         | -                                           |
| 鐵道線 | 紫色     | TM   | 東急多摩川線 |          | 多摩川（TM 01）   | 蒲田（TM 07）     | 5.6          | -                                           |
| 鐵道線 | 紫水晶色 | SH   | 東急新橫濱線 |          | 新橫濱（SH 01）   | 日吉（SH 03）     | 5.8          | -                                           |
| 鐵道線 | 藍色     | KD   | 子供之國線   |          | 長津田（KD 01）   | 子供之國（KD 03） | 3.4          | 第3種鐵道事業者（保留設施）為橫濱高速鐵道   |
| 軌道線 | 黃色     | SG   | 世田谷線     |          | 三軒茶屋（SG 01） | 下高井戶（SG 10） | 5.0          | -                                           |

#### 直通運轉
东急电铁是日本唯一一家同时与东京地下铁和都营地铁两家地铁运营商线路直通运转的大型私营铁路公司。此外，2013年东急电铁废除了与东京地下铁日比谷线的贯通运营，是日本私铁首次废除与地铁线路的贯通运营路线。

##### 运营中
- 東橫線
  - 橫濱高速鐵道港未來線：橫濱站 - 元町·中華街站間
  - 副都心線（澀谷站 - 和光市站間）經由東武東上線：和光市站 - 森林公園站間
  - 副都心線（澀谷 - 小竹向原站間）經由西武有樂町線、池袋線：小竹向原站 - 練馬站 - 飯能站間（與往西武狹山線西武球場前的臨時列車直通運轉）
    - 與此同時，東橫線澀谷站移往地下（2013年起使用副都心線澀谷站月台）。
- 目黑線
  - 都營三田線：目黑站 - 西高島平站間
  - 南北線（目黑站 - 赤羽岩淵站間）經由埼玉高速鐵道線：赤羽岩淵站 - 浦和美園站間
    - 目黑線的南北線方面直通列車與都營三田線直通列車交互運行，適用於日間的急行車次（部分時段例外）
    - 南北線方面直通列車可接續白金高輪站始發的都營三田線，都營三田線直通列車可接續同站始發的南北線（清晨、深夜部分班次除外）
- 田園都市線
  - 半藏門線（澀谷站 - 押上〈晴空塔前〉站間）經由東武線：押上站 - 伊勢崎線久喜站間以及日光線南栗橋站間
- 東急新橫濱線
  - 相鐵新橫濱線：西谷-新横滨间

##### 廢止/取消计划
- 東橫線
  - 日比谷線：中目黑站 - 北千住站間（1964年8月29日至2013年3月15日）
    - 菊名站（部分列車从日吉站發車或终到）行經日比谷線至中目黑站。日間每小時2班，平日早晨尖峰時刻最大每小時5班。
    - 日比谷線從北千住站至東武伊勢崎線東武動物公園站[16]實施相互直通運轉，在東武動物公園站行經日比谷線進入東橫線以前，3社（東武、東京地下鐵、東急）沒有直通列車，東武車輛只到中目黑站，東橫線車輛也無法從北千住進入東武線。
    - 與日比谷線的相互直通運轉在2013年3月15日廢止。日比谷線直通列車替換為澀谷、副都心線方面列車。

#### 廢止路線
- 玉川線（軌道）：澀谷 - 二子玉川園（現二子玉川站）(9.1km) - 1969年5月11日廢止 
  - 天現寺線（軌道）：澀谷 - 天現寺橋 (2.7km) - 1948年3月10日轉讓給東京都
  - 中目黑線（軌道）：澀谷橋 - 中目黑 (1.4km) - 同上
  - 砧線（軌道變更為鐵道。實際上與玉川線同規格）：二子玉川園 - 砧本村(2.2km) - 1969年5月11日廢止
- 新奧澤線：雪谷（現雪谷大塚） - 新奧澤(1.4km) - 1935年11月1日廢止
- 東橫線：橫濱 - 櫻木町 (2.0km) - 2004年1月31日廢止

#### 未完成路線
- 新宿線：澀谷 - 新宿（計畫中止）
- 池上線（泉岳寺線）：桐谷（戶越銀座 - 大崎廣小路間） - 泉岳寺（計畫中止）
- 新奧澤線：新奧澤 - 國分寺（計畫中止）
- 成城學園線：自由丘 - 成城學園前（計畫中止）

#### 路線名稱、區間變更
廢止日為最終營業日隔日。
- 1963年10月11日 - 大井町線改稱田園都市線。
- 1969年5月10日 - 玉川線內的澀谷 - 二子玉川園（現二子玉川）間廢止、残存的三軒茶屋 - 下高井戶間改稱世田谷線。
- 1979年8月12日 - 隨著新玉川線與營團半藏門線開始相互直通運轉，田園都市線與新玉川線開始相互直通運轉。同時，田園都市線至舊大井町線區間更名為大井町線。
- 2000年8月6日 - 隨著目蒲線與營團南北線、都營三田線開始相互直通運轉（9月26日）與多摩川 - 武藏小杉間複複線化，目蒲線分為目黑線（目黑 - 多摩川 - 武藏小杉，但田園調布 - 武藏小杉正式上為東橫線複複線）與東急多摩川線（多摩川 - 蒲田）。同時相互直通運轉的田園都市線與新玉川線統稱為田園都市線。
- 2004年1月31日 - 與橫濱高速鐵道港未來線開始相互直通運轉，東橫線的橫濱 - 櫻木町間廢止。
- 2008年6月22日 - 東橫線武藏小杉 - 日吉間複複線化工程完成。目黑線從武蔵小杉延伸至日吉。
- 2009年7月11日 - 田園都市線二子玉川 - 溝之口間複複線化工程完成，大井町線從二子玉川延伸至溝之口。

#### 建設中區間
與東京地下鐵副都心線相互直通運轉的準備工程。為了能容納10輛編成列車的停車，特急、通勤特急、急行停車站正在進行月台擴張工程。
- 大井町線：大井町 - 二子玉川間改良工程
  - 大井町線內急行運轉月台擴張工程與待避線新設工程。雖然已幾乎完成，但等等力站等地下化工程仍未動工。

#### 構想區間
- 連絡京急空港線與東急多摩川線（蒲蒲線）
- 大井町線延伸鷺沼

### 車輛

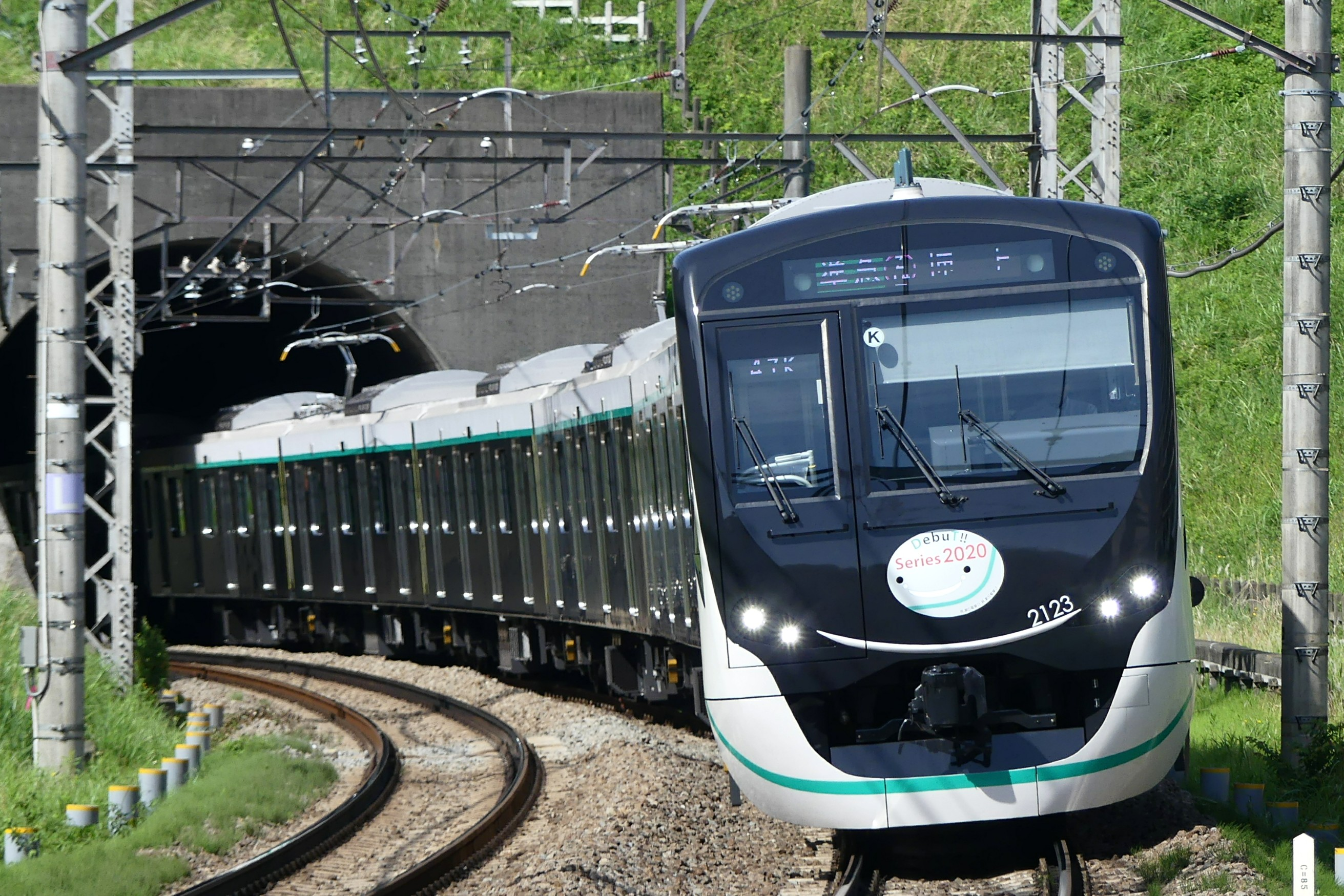
2020系

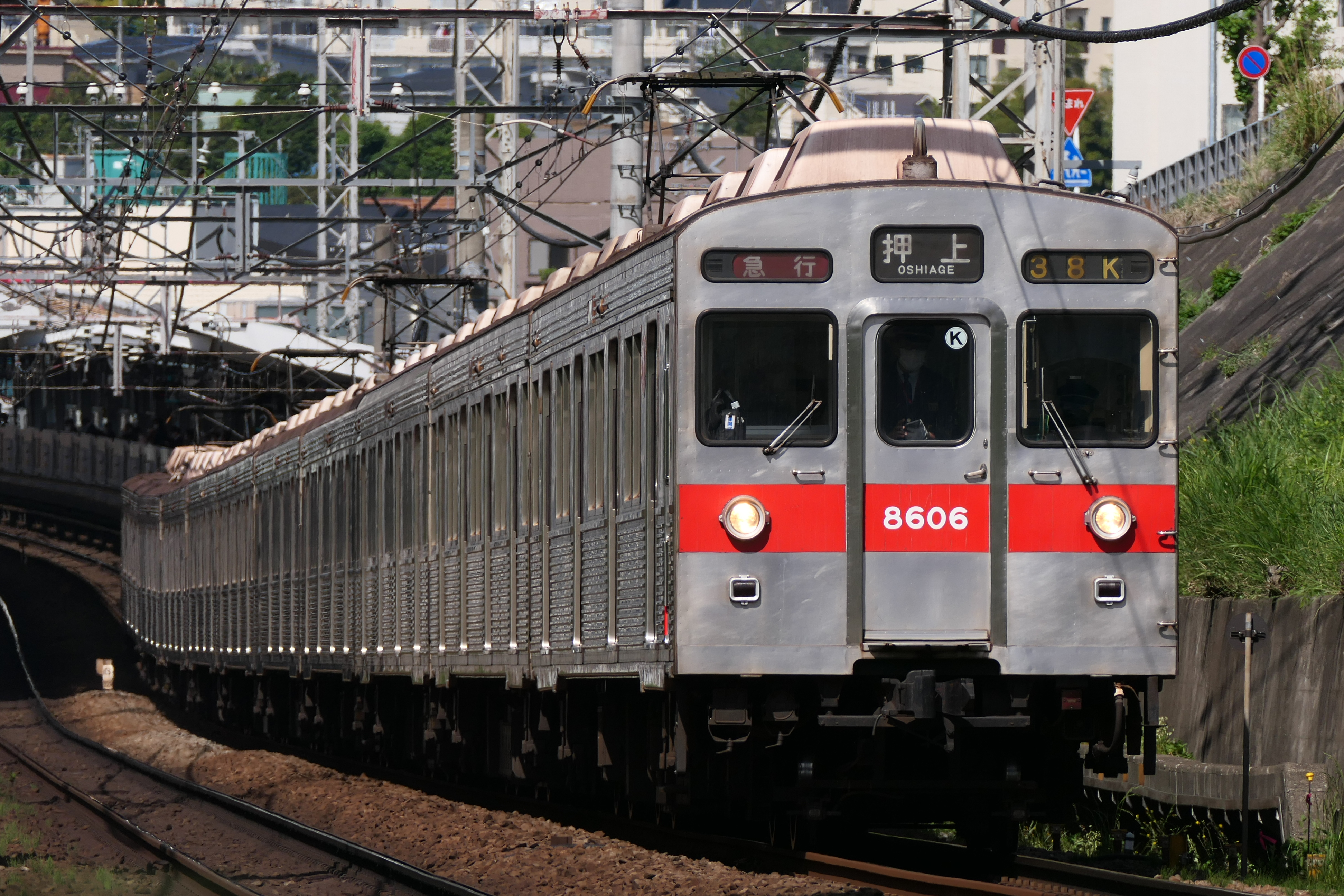
8500系

#### 鐵路線用

##### 現有形式
截至2014年3月15日的現有車輛的所有列車。
| 型號           | 行走路線             |
| -------------- | -------------------- |
| 5050系         | 東橫線               |
| 5050系4000番台 | 東橫線               |
| 5000系         | 東橫線               |
| 3000系         | 目黑線               |
| 5080系         | 目黑線               |
| 5000系         | 田園都市線           |
| 8500系         | 田園都市線           |
| 2000系         | 田園都市線           |
| 8590系         | 田園都市線           |
| 6020系         | 田園都市線           |
| 6000系         | 大井町線             |
| 9000系         | 大井町線             |
| 8500系         | 大井町線             |
| 7000系         | 池上線、東急多摩川線 |
| 7700系         | 池上線、東急多摩川線 |
| 7600系         | 池上線、東急多摩川線 |
| 1000系         | 池上線、東急多摩川線 |
| 1000系1500番台 | 池上線、東急多摩川線 |

#### 軌道線用

##### 現有形式
| 型號       | 行走路線 |
| ---------- | -------- |
| Deha 300型 | 世田谷線 |

## 備註
1. ↑  第2種鐵道事業者，橫濱高速鐵道是第3種鐵道事業者。

## 外部連結
- 官方网站 （日語）（英文）